# Manuel de Almeida Belo
Manuel de Almeida Belo (m. Caxias, Oeiras, 4 de Outubro de 1941) foi um engenheiro militar português, que se destacou pelo seu papel na modernização da linha férrea de Cascais.

## Biografia
Frequentou a Escola do Exército, tendo-se especializado em engenharia civil e de minas. Teve uma carreira militar destacada, tendo alcançado as patentes de alferes em 1910, tenente no ano seguinte, e de capitão em 1916. Combateu na Primeira Guerra Mundial em 1917 e 1918, ano em que passou à reforma.
Começou depois a trabalhar como engenheiro-adjunto na Sociedade Estoril, que operava a linha férrea de Cascais. Foi considerado como um dos engenheiros mais distintos naquela companhia, devido à sua competência técnica. Em 1920 passou a dirigir a empresa, tendo sido então o responsável pela elaboração do plano para a electrificação e as obras complementares daquela via férrea. Em 1924 entrou na Companhia Nacional de Caminhos de Ferro, como administrador.
Faleceu em 4 de Outubro de 1941, na sua residência em Caxias, devido a uma doença prolongada. O funeral foi organizado no dia seguinte, tendo o féretro sido transportado num comboio especial entre Caxias e o Cais do Sodré, e depois depositado no Cemitério dos Prazeres, em Lisboa. Estava casado com Isabel Ortigão Burnay Belo, e tinha seis filhos: Manuel Burnay Belo, António Burnay Belo, Maria do Carmo Belo Van-Zeller, Maria Helena, Maria Teresa e Maria Isabel Burnay Belo.